# Étienne O'Leary
Étienne O'Leary est un cinéaste expérimental, compositeur et peintre québécois né le 24 octobre 1944 à Montréal et mort le 17 octobre 2011 à Montréal. Il est une figure du cinéma underground français des années 1960.

## Biographie
Étienne O'Leary, né en 1944 à Montréal, étudie au Collège Stanislas de Montréal puis arrive en France en 1958, alors âgé de 14 ans.
En 1964 il réalise un film lors de vacances à Chamonix avec sa première caméra, une Beaulieu 16 mm, offerte par son père, film aujourd'hui disparu. Passionné de cinéma, il entre au conservatoire indépendant du cinéma français la même année. Visiteur assidu du musée d'art moderne de Paris et de la Cinémathèque française, O'Leary s'intéresse aussi bien à la musique, la peinture ou la photographie qu'au cinéma. Il découvre, à Paris, les films de Warhol, Markopoulos, Man Ray, la peinture de Kandinsky et les compositeurs Cage, Xenakis et Stockhausen entre autres.
Il réalise en 1966 son premier film, Day Tripper / Le Voyageur diurne qu'il réalisera de A à Z. Il produit une bande son faite de collages d'éléments sonores divers, bruits, ou encore quelques plages musicales déformées qu'il enregistre lui-même. L'utilisation de sa caméra Beaulieu lui permet d'effectuer des retours en arrière sur le film 16 mm et de créer des effets de surimpression en impressionnant la pellicule une seconde fois ou de clignotements en entrecroisant des images issues de plusieurs scènes distinctes. L'image du film est presque entièrement issue d'un montage dans la caméra produisant une succession d'images (comme de sons par ailleurs) fragmentées et déconstruites.
Homeo, en 1967, est l'occasion pour O'Leary de poursuivre ses expérimentations visuelles et sonores. Le rythme est plus vif, les surimpressions plus nombreuses.
Étienne O'Leary à propos de son film Homeo :
« Homeo est une construction mentale à partir de la réalité visuelle, de même que la musique par rapport à la réalité auditive. Je n'ai dans ce film mis aucune intention personnelle. Toutes mes intentions sont personnelles. J'ai fait ce film en fonction de ce qu'un spectateur pourrait avoir envie de voir, et non en fonction de quelque chose de précis que j'aurais à dire : ce que ce film exprime, c'est avant tout la réalité et non la fiction. Homeo est pour moi la recherche d'un langage cinématographique autonome, qui ne doive rien au récit ordinaire, sinon tout ».
En 1968 il signe son troisième et dernier film, Chromo sud. Démontrant la maitrise de ses techniques, il plonge le spectateur dans un univers sombre et psychédélique.
Proche des cinéastes Jean-Pierre Bouyxou et Pierre Clémenti, du groupe Zanzibar, il fera de brèves apparitions dans leurs films.
Les films d'O'Leary s'inscrivent dans le paysage du cinéma underground français des années 60.
En 1971, il rentre à Montréal ou il se consacre à la peinture. Diagnostiqué schizophrène en 1968, il ne produira plus de film et tombera dans l'oubli jusque dans les années 2000 et la rétrospective Jeune, Dure et Pure ! organisé à la cinémathèque par Christian Lebrat et Nicole Brenez.

## Filmographie

### Réalisateur
- 1966 : Voyageur diurne / Day tripper (9 min, noir et blanc, sonore)
- 1967 : Homeo (38 min, couleur, sonore)
- 1968 : Chromo sud (21 min, couleur, sonore)

### Acteur
- 1968 : Satan bouche un coin, court métrage de Jean-Pierre Bouyxou et Raphaël Marongiu
- 1976 : Visa de censure n° X de Pierre Clémenti